# IC 4316
IC 4316 ist eine irreguläre Galaxie vom Hubble-Typ IBm/P im Sternbild Wasserschlange südlich des Himmelsäquators. Sie ist schätzungsweise 20 Millionen Lichtjahre von der Milchstraße entfernt.
Das Objekt wurde am 4. Mai 1904 von Royal Harwood Frost.